# Safia grenadensis
Safia grenadensis là một loài bướm đêm trong họ Noctuidae.